# 法莱罗内
法莱罗内（義大利語：Falerone），是意大利费尔莫省的一个市镇。总面积24.52平方公里，人口3487人，人口密度142.2人/平方公里（2009年）。ISTAT代码为044018。